# Joseph Keable
Joseph-Thomas Keable, VC MM (né le 5 mai 1893 et mort le 9 juin 1918), est un soldat canadien natif de St-Moise, Québec ayant succombé au champ d'honneur lors de la Première Guerre mondiale à Neuville-Vitasse en France. Il fut le premier Canadien français à être récipiendaire de la croix de Victoria, la plus haute distinction des forces du Commonwealth. 
Bien qu'il soit baptisé Joseph Keable, son nom est souvent mal orthographié Joseph Kaeble, surtout en anglais.

## Biographie

### Origines
Le premier ancêtre canadien de Joseph Keable, Thodor Göbel, vint de Mayence en Allemagne. Thodor Göbel est arrivé au Québec en 1776 avec les troupes du duché de Brunswick commandé par Friedrich Adolf Riedesel. Il s'est établi dans la région qui est aujourd'hui La Matanie vers 1790. Joseph Keable est né le 5 mai 1892 à Saint-Moïse dans la vallée de la Matapédia au Québec du mariage de Joseph Keable, cultivateur, et de Marie Ducas,. Il est l'aîné d'une famille de quatre enfants. Veuve d'un second mariage, Marie Keable vint s'installer à Sayabec, et Joseph dut assumer les responsabilités de chef de famille. Après ses études à l'école des garçons de Sayabec, l'école des Frères de la Croix de Jésus, Joseph a travaillé pour la compagnie Fenderson, une scierie, en tant que chauffeur-mécanicien,. Il demeura à Sayabec jusqu'à son enrôlement à l'âge de 22 ans.

### Histoire militaire
Le 20 mars 1916, Joseph Keable se porta volontaire pour rejoindre l'armée lors de la levée du 189e bataillon d'infanterie à Sayabec. En fait, cette levée était organisée par le lieutenant-colonel Philippe-Auguste Piuze qui était connu de manièrefavorable dans le Bas-Saint-Laurent ; ce qui incita plusieurs résidents de la région à s'enrôler, dont Joseph Keable. 

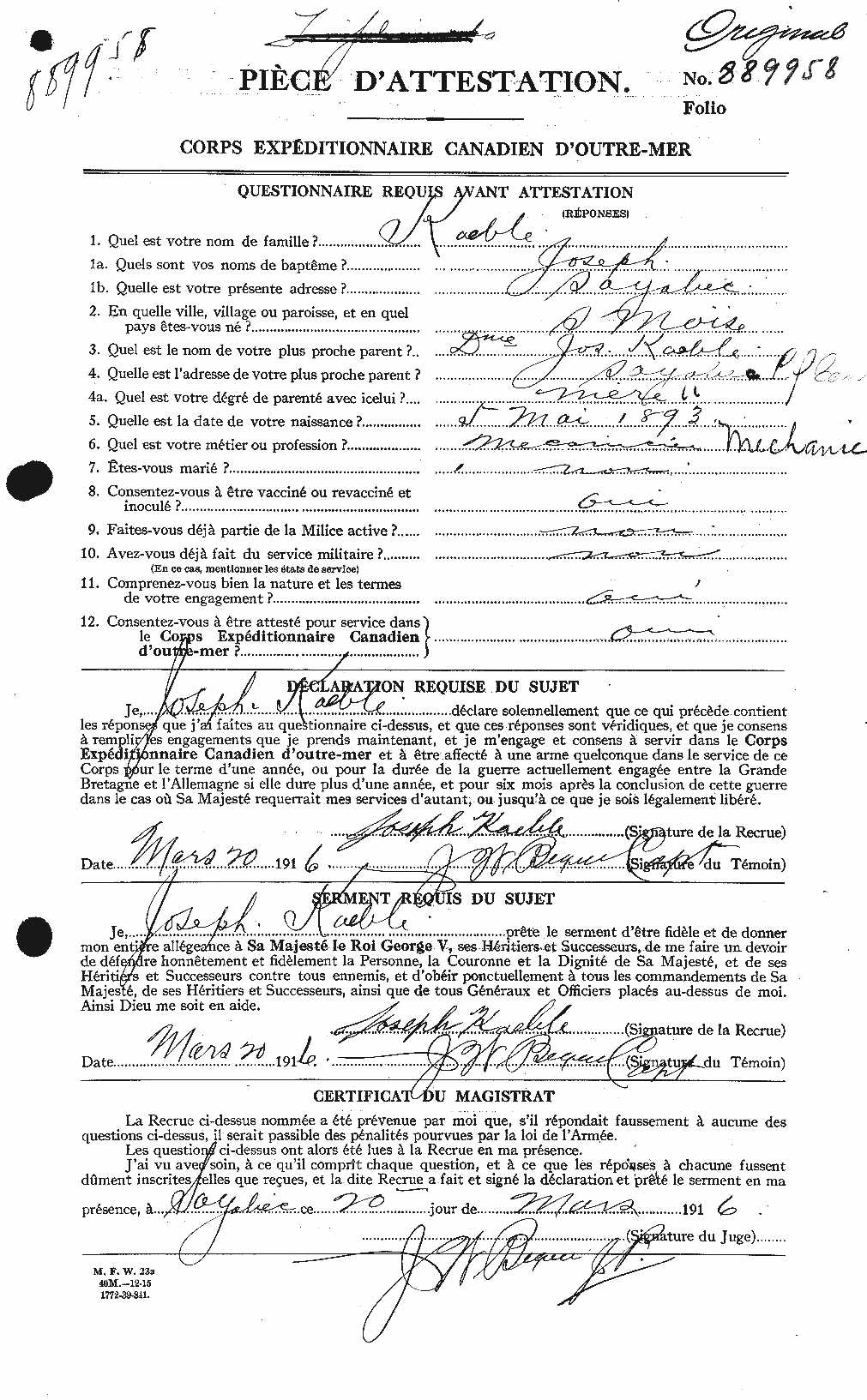
Document d'enrôlement de Joseph Keable dans le Corps Expeditionnaire Canadien d'Outre-Mer daté 20 mars 1916.

Ce dernier partit s'entrainer à la garnison Valcartier pour une durée de six mois avant de d'embarquer pour l'Angleterre le 27 septembre 1916. Il fut d'abord affecté au 69e bataillon d'infanterie, mais, le 3 novembre 1916, il fut affecté au 22e bataillon d'infanterie formé de volontaires francophones qui devint plus tard le Royal 22e Régiment, alors qu'il se trouvait en réorganisation à Bully-Grenay en France. Ce bataillon avait perdu beaucoup de soldats aux combats lors des mois précédents, notamment en Belgique, à Saint-Éloi et au mont Sorrel ainsi qu'en France, à Courcelette et à la tranchée Régina. 
Le 22e bataillon fut appelé à défendre un large secteur dans la région située entre Arras et Lens au cours de l'hiver de 1916 à 1917. Au mois d'avril, Joseph Keable, avec son bataillon, prit part à la bataille de Vimy qui se solda par une victoire pour le Corps expéditionnaire canadien le 12 avril. Une douzaine de jours plus tard, le 22e recevait encore le feu de l'ennemi et Joseph Keable fut blessé à l'épaule droite et transporté à l'arrière des lignes afin d'être soigné. Sa convalescence dura 25 jours, d'abord à l'Hôpital général no 13 et, ensuite, au Dépôt pour convalescents n° 1, tous deux à Boulogne-sur-Mer. Il repartit pour le front le 25 mai 1917 pour reprendre son poste de mitrailleur. Au mois d'août 1917, son bataillon prit part à la bataille de la côte 70. En octobre, Joseph Keable participa à la bataille de Passchendaele en Belgique. À la fin du mois de mars 1918, il participa aux opérations dans le secteur de Neuville-Vitasse et de Mercatel en France en occupant toujours le poste de mitrailleur. C'est aussi dans ce dernier secteur qu'il fut promu caporal le 23 avril 1918.

### Fait d'armes
Le soir du 8 juin 1918, à Neuville-Vitasse, le caporal Keable avait la charge d'une section de mitrailleuses Lewis, lorsqu'une forte attaque ennemie survint à neuf heures quarante-cinq. Après un barrage d'artillerie, l'ennemi attaqua les positions du 22e bataillon en trois endroits différents. Une cinquantaine d'ennemis s'élancèrent vers la position de la section de mitrailleuses de Keable. À ce moment, toute sa section, à l'exception de lui-même, était hors de combat. Keable sauta au-dessus du parapet en tenant sa mitrailleuse Lewis à la hanche, vidant chargeur après chargeur en direction de la vague ennemie. Malgré plusieurs blessures dues à des fragments d'obus et de bombes, il continua à faire feu et bloqua l'avance ennemie, jusqu'à ce qu'il tombe dans la tranchée blessé. Malgré tout, allongé sur le dos dans la tranchée, il tira ses dernières cartouches sur les Allemands qui se repliaient. Avant de s'évanouir, Joseph Keable cria aux blessés qui l'entouraient : « Tenez bon les gars, ne les laissez pas passer, il nous faut les arrêter »,. Keable fut évacué, mais il mourut à l'hôpital la nuit suivante. Pour cet acte de bravoure, il reçut la croix de Victoria à titre posthume. En fait, ce sont ses actions personnelles qui permirent à l'ennemi d'être repoussé à cet endroit. Il fut le premier militaire canadien francophone à recevoir cet honneur, qui est la plus haute distinction du Commonwealth. Il avait aussi reçu la Médaille militaire, tôt dans sa carrière.
Le caporal Keable est inhumé au cimetière communal de Wanquetin, à 12 kilomètres au sud-ouest d'Arras dans le département du Pas-de-Calais, en France.

## Mémoire

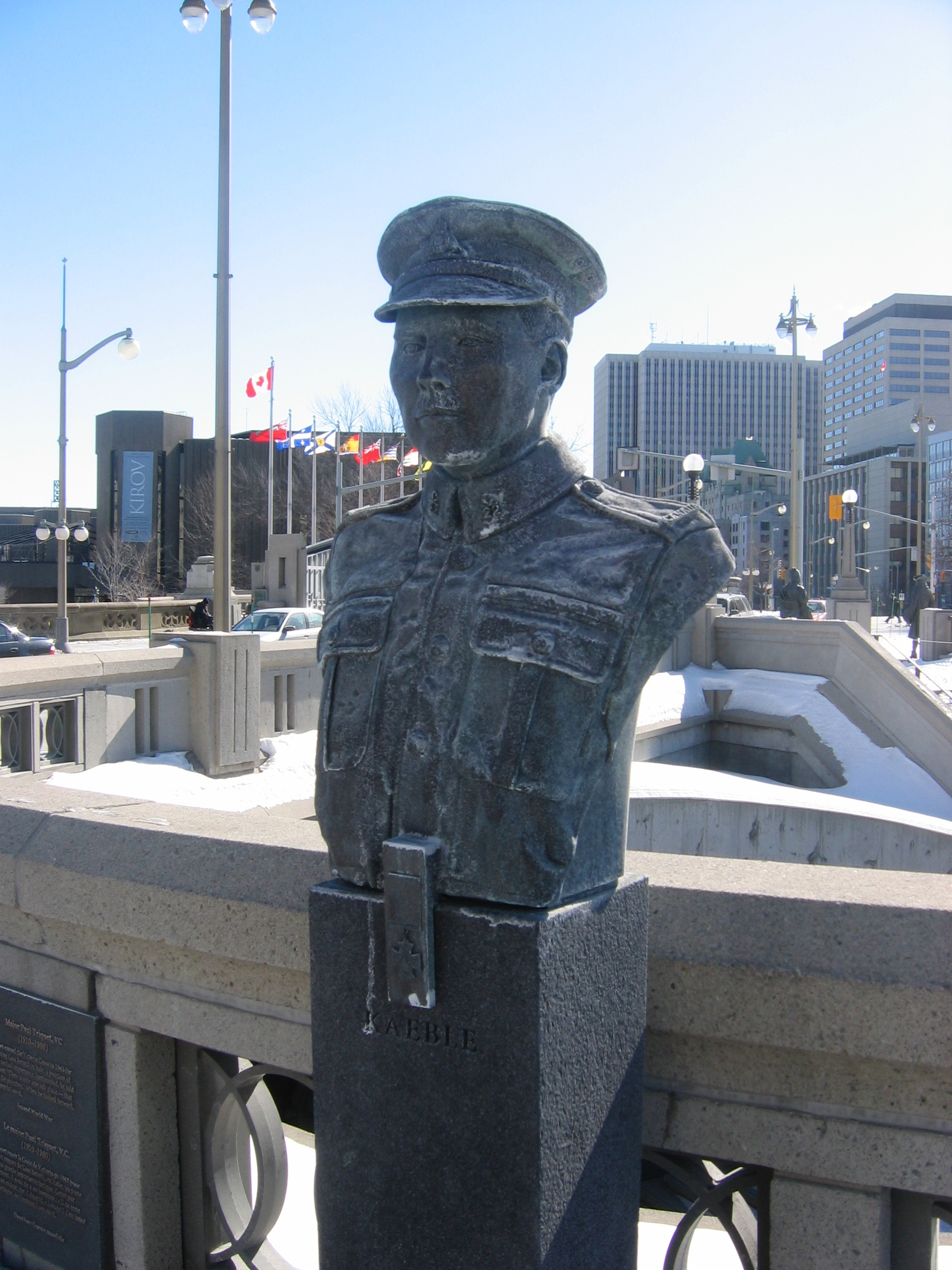
Buste de Joseph Keable dans le Monument aux Valeureux à Ottawa en Ontario

À Sayabec, les exploits de Joseph Keable sont célébrés depuis la fin de la Première Guerre mondiale. En effet, un monument des braves de la guerre 1914-1918 a été érigé au sud-ouest du couvent des Filles de Jésus. À la mort de Joseph Keable, Marie, sa mère, a reçu des messages de sympathies envoyés par des personnalités du monde entier. On lui envoya aussi un paquet contenant une petite croix, un chapelet, une pipe et un livret de prières troué par balle qui ont été trouvés dans la poche gauche du veston de Joseph. Tous ces objets, à l'exception de la petite croix gardée en souvenir par la famille, sont exposés au musée de la Citadelle de Québec avec ses médailles. Le 21 juin 1992, une grande fête fut organisée afin de célébrer la naissance d'un héros sayabécois, Joseph Keable.
À sa mémoire, une rue porte son nom à Québec, à Rimouski et à Sayabec ainsi qu'un lac dans Charlevoix. Il y a un mont qui porte son nom, le mont Keable, juste à l'est du camp Vimy à Saint-Gabriel-de-Valcartier. Le mess des soldats et des caporaux de la garnison Valcartier porte le nom de Club Keable. Un escadron du Collège militaire royal du Canada de Kingston porte le nom de Keable. Le corps de cadets de l'armée d'Amqui porte le nom de Corps de cadets 2774 Joseph Keable d'Amqui. Une école française porte son nom sur la base militaire de Borden en Ontario. De plus, un buste le représentant trône parmi d'autres grandes figures militaires canadiennes au sein du Monument aux valeureux à Ottawa.
Le 10 février 2011, Pêches et Océans Canada a fait l'annonce d'une nouvelle classe de navires patrouilleurs semi-hauturiers qui seront nommés en l'honneur des héros canadiens. L'un de ces navires portera le nom de Keable.
La rue Joseph-Keable a été nommée en son honneur, en 1986, dans l'ancienne ville de Sillery , maintenant présente dans la ville de Québec.